# Campeonato Uruguaio de Futebol de 1949
O Campeonato Uruguaio de Futebol de 1949 foi a 18ª edição da era profissional do Campeonato Uruguaio. O torneio consistiu em uma competição com dois turnos, no sistema de todos contra todos. O campeão foi o Peñarol, que conquistou o certame de forma invicta.

## Classificação[2]
| Pos | Equipe               | Pts | J  | V  | E  | D  | GP | GC | SG  |
| --- | -------------------- | --- | -- | -- | -- | -- | -- | -- | --- |
| 1°  | Peñarol              | 34  | 18 | 16 | 2  | 0  | 62 | 17 | 45  |
| 2°  | Nacional             | 28  | 18 | 12 | 4  | 2  | 48 | 28 | 20  |
| 3°  | Rampla Juniors       | 23  | 18 | 6  | 11 | 1  | 27 | 18 | 9   |
| 4°  | River Plate          | 21  | 18 | 10 | 1  | 7  | 36 | 35 | 1   |
| 5°  | Cerro                | 17  | 18 | 7  | 3  | 8  | 31 | 35 | -4  |
| 6°  | Danubio              | 15  | 18 | 4  | 7  | 7  | 27 | 32 | -5  |
| 7°  | Montevideo Wanderers | 13  | 18 | 4  | 5  | 9  | 25 | 38 | -13 |
| 8°  | Liverpool            | 13  | 18 | 3  | 7  | 8  | 19 | 29 | -10 |
| 9°  | Central              | 10  | 18 | 3  | 4  | 11 | 20 | 42 | -22 |
| 10° | Defensor             | 6   | 18 | 1  | 4  | 13 | 28 | 49 | -21 |

|  | Campeão.                     |
|  | Rebaixado à Segunda Divisão. |

Promovido para a próxima temporada: Bella Vista.

### Nota
- Na 8ª rodada, o Peñarol venceu o Nacional por 2 a 0, em uma partida onde o Nacional não entrou para jogar o segundo tempo.

| Campeonato Uruguaio de 1949  |
| ---------------------------- |
| Peñarol Campeão (19º título) |